# 米高·斯域高夫斯基
米高·斯域高夫斯基（1987年11月21日—），是馬其頓裔澳洲的足球運動員，司職後衛，現效力比利斯特。
此前他曾效力印尼超級足球聯賽(IPL)球隊比薩巴耶1927，也曾效力祖國球隊貝拉斯卡和香港球會傑志。。

## 連結
- Football Federation of Macedonia （页面存档备份，存于） （馬其頓文） （英文）
- Macedonian Football （页面存档备份，存于） （英文）
- FK Pelister official website （馬其頓文）
- Profile （页面存档备份，存于） at Transfermarkt.